# Yangjiapo (köping)
Yangjiapo (kinesiska: 杨家坡镇, 杨家坡) är en köping i Kina. Den ligger i provinsen Shandong, i den östra delen av landet, omkring 190 kilometer sydost om provinshuvudstaden Jinan. Antalet invånare är 25478. Befolkningen består av 12 782 kvinnor och 12 696 män. Barn under 15 år utgör 18,0 %, vuxna 15-64 år 68 %, och äldre över 65 år 13,0 %.
Genomsnittlig årsnederbörd är 1 001 millimeter. Den regnigaste månaden är juli, med i genomsnitt 334 mm nederbörd, och den torraste är januari, med 7 mm nederbörd.